# Cyclocephala lunulata
Cyclocephala lunulata är en skalbaggsart som beskrevs av Hermann Burmeister 1847. Cyclocephala lunulata ingår i släktet Cyclocephala och familjen Dynastidae. Inga underarter finns listade i Catalogue of Life.